# Steppenwolf 7
| 전문가 평가              | 전문가 평가 |
| 평가 점수                | 평가 점수   |
| 출처                     | 점수        |
| ------------------------ | ----------- |
| AllMusic                 | [ 1 ]       |
| Christgau's Record Guide | C−          |

《Steppenwolf 7》은 캐나다와 미국의 록 밴드 스테픈울프의 다섯 번째 스튜디오 음반이다. 이 음반은 1970년 11월 던힐 레코드에 의해 발매되었다. 새로운 베이시스트 조지 비온도가 참여한 첫 번째 스테픈울프 음반이다.

## 배경
이 음반의 숫자 제목은 이전 스튜디오 LP 4장과 라이브 음반 2장을 포함한 ABC/던힐 음반의 일곱 번째 음반 발매라는 사실을 반영한다. 이 음반에는 스테픈울프의 트레이드마크인 로큰롤 사운드가 등장했지만, 상위 40위권에 진입한 곡은 없었다. 이 음반에는 호이트 액스턴의 〈Snowblind Friend〉가 수록되어 있으며, 그의 해독제 곡 중 하나(첫 번째 곡은 〈The Pusher〉)를 두 번째로 커버했다. 〈Who Needs Ya〉와 함께 음반의 두 싱글 중 하나로 차트에 올랐지만 상위 40위권에는 미치지 못했다. 음반 수록곡 〈Renegade〉는 리드 보컬 존 케이의 자전적인 곡으로, 1948년 어머니와 함께 소련 점령 지역에서 서방으로 비행한 이야기를 담고 있다. 〈Earschplittenloudenboomer〉의 인트로는 케이가 독일어로 부분적으로 사용한다.

## 곡 목록
| #  | 제목                            | 작사·작곡                          | 재생 시간 |
| -- | ------------------------------- | ---------------------------------- | --------- |
| 1. | 〈Ball Crusher〉                | 존 케이, 제리 에드먼턴, 골디 맥존  | 4:50      |
| 2. | 〈Forty Days and Forty Nights〉 | 버니 로스                          | 3:02      |
| 3. | 〈Fat Jack〉                    | 조지 비온도, 에드먼턴, 래리 바이롬 | 4:50      |
| 4. | 〈Renegade〉                    | 비온도, 맥존, 케이                 | 6:07      |

| #  | 제목                          | 작사·작곡     | 재생 시간 |
| -- | ----------------------------- | ------------- | --------- |
| 1. | 〈Foggy Mental Breakdown〉    | 바이롬, 케이  | 3:52      |
| 2. | 〈Snowblind Friend〉          | 호이트 액스턴 | 3:52      |
| 3. | 〈Who Needs Ya'〉             | 바이롬, 케이  | 2:59      |
| 4. | 〈Earschplittenloudenboomer〉 | 바이롬        | 5:00      |
| 5. | 〈Hippo Stomp〉               | 바이롬, 케이  | 5:43      |